# Mèo Vạc, Tuyên Quang
Mèo Vạc là xã thuộc tỉnh Tuyên Quang, Việt Nam.

## Địa lý
Thị trấn Mèo Vạc có vị trí địa lý:
- Phía đông giáp các xã Cán Chu Phìn, Giàng Chu Phìn và Tát Ngà
- Phía tây giáp xã Tả Lủng
- Phía nam giáp xã Tát Ngà
- Phía bắc giáp xã Pả Vi.

Thị trấn Mèo Vạc có diện tích 17 km², dân số năm 2019 là 6.850 người, mật độ dân số đạt 403 người/km².
Thị trấn Mèo Vạc có quốc lộ 4C đi qua và là điểm đầu cuối của đường tỉnh 176 và 217.

## Hành chính
Thị trấn Mèo Vạc có 12 thôn, tổ dân phố được chia thành 7 thôn và 5 tổ dân phố.

## Lịch sử
Ngày 20 tháng 8 năm 1999, Chính phủ ban hành Nghị định 74/1999/NĐ-CP về việc thành lập thị trấn Mèo Vạc trên cơ sở một phần xã Mèo Vạc cũ và một phần của hai thôn Lùng Vái, Phố Mỳ thuộc xã Sủng Trà.
Thị trấn Mèo Vạc có 1.441 ha diện tích tự nhiên, 4.074 nhân khẩu.